# Давньоісландський календар
Давньоісландський календар (ісл. misseristal — «відлік половин року») сягає доби вікінгів. Це була одна з кількох календарних систем, які використовувалися в Північній Європі.

## Відрахунок часу
Вікінги не використовували абсолютну систему числення років (абсолютну хронологію), а посилалися на важливі або добре відомі події та обчислювали «роки (або зими) після…», наприклад, «чотири зими після битви при Хафрсфіорді» (відносна хронологія).
Вік людини визначався кількістю зим, які вона прожила.

## Сезони й місяці
Ісландський календар розрізняв дві пори року, літо та зиму, і відповідно поділяв дванадцять місяців на зимові та літні місяці. Кожен місяць мав 30 днів. Щоб компенсувати неузгодження з довжиною календарного року, кожного року після «сонячного місяця» вводилося чотири «додаткові ночі» (Aukanætur). Отже, рік складався з 364 днів. Проте залишалася розбіжність із календарним роком, який завжди накопичувався, щоб сформувати цілий тиждень і, відповідно, вставлявся кожні 5–7 років як «додаткове літо» (Sumarauki) після додаткових ночей.
Старі назви місяців іноді все ще використовуються в Ісландії поряд з назвами місяців григоріанського календаря (Janúar, Febrúar, Mars, Apríl, Maí, Júní, Júlí, Ágúst, September, Október, Nóvember і Desember).